# Cuénabres
Cuénabres es una localidad del municipio de Burón, en la provincia de León, Comunidad Autónoma de Castilla y León (España), cercano a Asturias y Cantabria. Ilustre pueblo dedicado a la ganadería mayoritariamente (vacas y caballos).

## Situación
Se encuentra cerca de la Carretera Nacional N-625.
Las localidades más próximas son: Vegacerneja, Casasuertes y Retuerto.

## Evolución demográfica
| 2000 | 2001 | 2002 | 2003 | 2004 | 2005 | 2006 | 2007 | 2008 | 2009 | 2010 | 2011 |
| 32   | 31   | 32   | 32   | 31   | 27   | 26   | 28   | 29   | 28   | 26   | 27   |

- Datos: Q5795155